# S&M (canción)
«S&M» es una canción interpretada por la cantante barbadense Rihanna, incluida en su quinto álbum de estudio, Loud. Fue producida por Stargate y Sandy Vee, y fue lanzada el 21 de enero de 2011 como el cuarto sencillo internacional de álbum. «S&M» es una canción de Hi-NRG y eurodance que incorpora elementos del dance-pop. Algunos críticos criticaron abiertamente la lírica sexual, mientras que otros dijeron que era una pista que destacaba entre Loud. En abril de 2011, el remix de la canción fue lanzado digitalmente, junto a la estadounidense megaestrella del pop Britney Spears. 
«S&M» entró al Billboard Hot 100 y alcanzó el puesto número dos. Con el lanzamiento del remix con Spears, las ventas digitales empujaron a la canción a la cima del Hot 100, dando a Rihanna su décimo número uno en la lista y el quinto para Britney. La canción también alcanzó el número uno en las listas Hot Dance Club Songs y Pop Songs. A nivel internacional, la canción alcanzó el número uno en Australia, Canadá, Hungría y Polonia. La canción alcanzó los cinco primeros puestos en los mercados de Alemania, Francia, Reino Unido, Irlanda y España.
El vídeo de la canción fue dirigido por Melina Matsoukas y presenta la opinión de Rihanna acerca de los medios de comunicación, castigando a los que han escrito mal de ella o le han hecho daño personal, mientras que retratan escenas de sadomasoquistas y fetichismo. El video fue censurado en varios países y se limita a reproducirse en la televisión nocturna en otros, debido al contenido explícito del vídeo. El video generó una demanda por el fotógrafo David LaChapelle que alegó que las imágenes del video fueron utilizadas en su sesión de fotos para Vogue Italia. Rihanna interpretó la canción por primera vez en los Brit Awards 2011 en el O2 Arena de Londres el 15 de febrero de 2011, con «Only Girl (In The World)» y «What's My Name?».

## Antecedentes y composición
«S&M» es el tercer sencillo del quinto álbum de estudio de Rihanna, Loud, y fue distribuido en las radios rítmicas el 25 de enero de 2011. Es una canción eurodance y dance-pop, en la que contiene el sampleo del sintetizador de la canción «Master and Servant» de Depeche Mode (lanzado en 1984), además de letras relacionadas con el sadomasoquismo. De acuerdo con la partitura publicada en Musicnotes.com, «S&M» está escrito en clave de Mi menor y se sitúa en un tiempo común con un baile moderado. Las vocales de Rihanna van desde el tono bajo de B3 a la nota alta de D5. Rihanna explicó en una entrevista con la revista Spin que los oyentes no deben tomar demasiado literalmente la lírica:

«No pienso en esto de una manera sexual, estoy pensando metafóricamente. Se trata más de que la gente puede hablar. La gente va a hablar de ti, no puedes evitar eso. Sólo tienes que ser esa persona fuerte y saber quién eres para que las cosas sólo reboten. Y pensé que era una súper mala».

## Remixes y lanzamiento

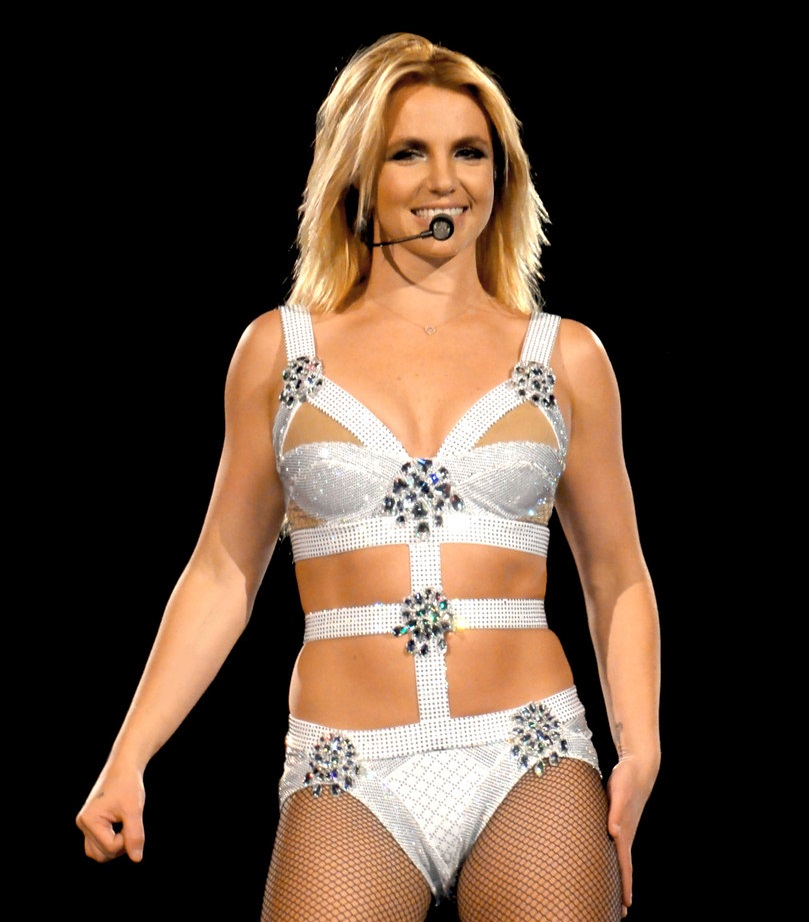
En el remix de la canción colaboró la cantante estadounidense Britney Spears, lo que ayudó a su gran impacto comercial.

Un remix oficial de «S&M», con el rapero J. Cole, fue lanzado el 17 de enero de 2011, en el que también incluye otras versiones realizadas por los DJs Dave Audé, Sidney Samson y Joe Bermúdez. Estos remixes fueron lanzados como un paquete digital. Después del lanzamiento de la versión original de la canción, Rihanna pidió a sus seguidores en Twitter que sugirieran los posibles colaboradores, Britney Spears fue la opción más popular. Una serie de tuits entre las dos artistas fueron alimentado las especulaciones de que Rihanna y Britney había grabado un remix de la canción. El nuevo remix, con Spears, fue lanzado el 11 de abril de 2011. En una entrevista de radio, Rihanna dijo que esperaba hacer un video musical de «S&M» con Spears. Ella explicó que la colaboración se había convertido en realidad:

«Le pregunté a mis fans la semana pasada con quién querían que colabore, y Britney era uno de los nombres más populares. Es muy extraño, Britney no se dispone. Era realmente increíble que ella realmente quisiera ser parte de esta canción. Le gustó mucho la canción, para empezar, pero fue una historia diferente cuando tuvo que cantar, ella realmente quería ser parte de ella. Se hizo realmente especial, porque casi nunca se ven dos artistas femeninas pop haciendo canciones juntas».

«S&M» fue el tercer sencillo en todo el mundo de Loud. En los Estados Unidos, la canción fue enviada a la radio contemporánea y rítmica el 23 de enero de 2011. El 27 de febrero de 2011, fue lanzada en la radio urbana. Se puso a disposición para descargar a través de iTunes el 11 de febrero de 2011, en toda Europa y América del Sur. En Argentina, Brasil y algunos territorios de Europa, la canción fue lanzada como un Extended Play (EP) el 18 de febrero de 2011, a través de iTunes. El EP consiste en la sola versión de «S&M» y dos remixes de Aude y Samson. El 28 de febrero de 2011, una compilación de remixes fue lanzado en todo el mundo como un paquete digital a través de iTunes, consistía en remixes de Aude, Sampson y Bermúdez. Fue lanzado como 
sencillo en CD en Francia y Canadá el 22 de marzo de 2011. El 11 de abril de 2011, el remix con Spears se hizo disponible para su descarga a través de iTunes en todo el mundo.

## Crítica
Andy Kellman de Allmusic elogió a «S&M» como una de las mejores canciones pop en Loud para distribuir eficazmente las partes lúdicas y siniestras de Rihanna, aunque advirtió que no era tan bueno como su anterior sencillo de su mismo estilo, «Rude Boy». Leah Greenblatt de Entertainment Weekly llama la canción una noche de travesuras y agregó que se trata de una apertura explícitamente carnal. Sal Cinquenmani de Slant Magazine y Thomas Conner de Chicago Sun Times, señalaron que "S&M" es una canción fuerte que fue un recuerdo de los temas más oscuros de Rihanna en el álbum Rated R. Cinquenmani pasó a describir «S&M», como una oda al sadomasoquismo, que haría que diversas ideas de Janet Jackson pudieran animarse. James Skinner de BBC Music sentía que la canción perdió parte de la apelación que algunos momentos de Rated R tuvieron como en "Rude Boy". Skinner criticó el uso del sadomasoquismo en las letras de las canciones y dijo que no eran sinónimos de coqueta, recurso que Rihanna estaba tratando de crear. Él dijo: "como vigorosamente enorme y pegadiza es, "S&M" no se desvía mucho de su título contundente: como parte de la letra «Palos y piedras pueden romper mis huesos / Pero las cadenas y los látigos me excitan». Steve Jones de USA Today señaló también que Rihanna no logra sacarse su tono sexualmente agresivo a pesar de sacudirse de la nube oscura de la violencia doméstica que sufrió con Chris en 2009. Jones dijo que «S&M» es el abridor pulsante de Loud. Rihanna deja claro desde el salto, donde ella es cabeza mientras se reconoce que las cadenas y látigos pueden excitarla. Genoveva Koski de The AV Club añadió que el gruñido descarado de Rihanna en "S&M" apenas compensa la letra «Palos y piedras pueden romper mis huesos, pero las cadenas y látigos me excitan». Nadine Cheung de AOL Radio llama la canción sexy y agregó que el lado afilado de Rihanna se mostró en la canción. BBC Radio 1 se han negado a poner «S&M» en la radio antes de las 7pm debido a las letras picantes de la canción. Un portavoz de la emisora de radio, dijo, "estamos a la espera de una versión editada antes de decidir si se emitirá en el día.

## Rendimiento comercial
Tras el lanzamiento del álbum en el Reino Unido el 15 de noviembre de 2010, "S&M" debutó en el UK Singles Chart en el número cincuenta y cinco en la semana del 27 de noviembre de 2010. Después de varias semanas de subir y bajar en la tabla, la canción alcanzó su posición máxima del número tres, convirtiéndose el decimocuarto sencillo de Rihanna entre los tres primeros puestos en la lista. Tuvo más éxito en el UK R&B Singles Chart, donde alcanzó el número uno. La canción ha sido certificada plata por la Industria Fonográfica Británica (BPI) en el Reino Unido. No obstante, tras el lanzamiento de su versión remix con Britney Spears, «S&M» reingresó por ocatava semana al top 10 del ranking. En Australia, "S&M" debutó en la lista de sencillos del ARIA en el número ochenta y siete en la semana del 29 de noviembre de 2010. Después de su lanzamiento a las estaciones de radio el 17 de enero de 2011, la canción se trasladó hasta el número veintisiete en la semana del 23 de enero de 2011. Alcanzó el número uno en su cuarta semana en la tabla y se quedó en su posición máxima durante dos semanas consecutivas. Durante su gira en Australia, regresó al número uno el 3 de marzo. Desde entonces, ha sido certificado doble platino por la Australian Recording Industry Association (ARIA). La canción debutó en el Canadian Hot 100 en el número setenta y dos y alcanzó el número cuarenta y ocho. La próxima semana, S&M aumentó el número veintiuno, y luego saltó diecisiete posiciones en el Canadian Hot 100 la semana después, alcanzando el número cuatro. De este modo, la canción tomó un Greates Gainer/Digital Gainer (la venta de 21.000 copias alcanzando el número dos en el gráfico Digital Songs).

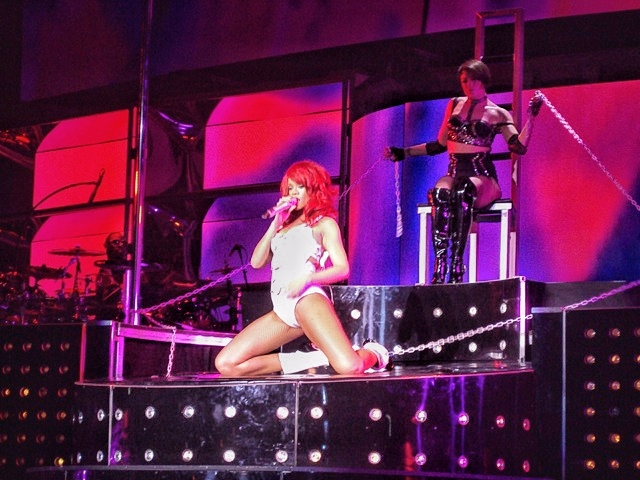
Rihanna cantando «S&M» en su gira Loud Tour en el verano de 2011, una actuación similar a la de los 2011 Billboard Music Awards.

"S&M" hizo su debut en el Billboard Hot 100 de los Estados Unidos en el número cincuenta y tres el 4 de diciembre de 2010, una vez el lanzamiento del álbum. Luego llegó a la treinta y tres, y finalmente en la cuarta semana de la tabla la canción entró en entre los diez primeros del Billboard Hot 100 en el número ocho como Digital Gainer en la lista por segunda semana consecutiva. El sencillo se disparó de la posición 20-7 en Digital Songs con 145.000 copias vendidas, un 93% y un público de 30 millones en las radio. En su sexta semana de "S&M" vendió un adicional de 173 mil copias digitales en los Estados Unidos. "S&M" se convirtió en el dieciocho top ten de Rihanna en el Billboard Hot 100. La semana del 27 de febrero de 2011, la canción alcanzó el número cinco en el Billboard Hot 100,y la siguiente semana el tres, con un número de ventas digitales de 169.000 copias, y la siguiente semana el tres.
Pese a que, para la semana clasificada que finalizaba el 23 de abril de 2011, «S&M» había liderado prácticamente todos los rankings principales de la revista Billboard, para entonces aún no había conseguido liderar el más importante de ellos, la Billboard Hot 100. Además, todo parecía indicar que este no alcanzaría más que la posición N.º 2 del ranking, en la que para entonces había permanecido durante las últimas tres semanas consecutivas. Ello, detrás del éxito «E.T.» de Katy Perry con Kanye West, el que durante dicho período se encontraba en pleno apogeo comercial en Estados Unidos y el que no mostraba indicios de declinar. No obstante, el lanzamiento imprevisto de su versión remix con la colaboración exclusiva de la cantante estadounidense Britney Spears, le dio una nueva oportunidad de liderar el ranking. El remix fue lanzado el lunes 11 de abril de 2011, sin embargo cuatro días después fue lanzado de imprevisto un sencillo que se perfilaba a debutar en la posición N.º 1 del Billboard Hot 100, si vendía una cantidad considerable de descargas digitales. Él fue «Judas» de Lady Gaga. Finalmente, la semana de contabilización y sondeo de Billboard culminó y, la semana clasificada que termina el 30 de abril de 2011, «S&M» ascendió a la posición N.º 1 de la Billboard 100, catapultado por la colaboración de Britney Spears, la que elevó sus ventas de descargas digitales semanales en un considerable 108%. Con ello, «S&M» intercambió posiciones con «E.T.» de Katy Perry con Kanye West y superó a «Judas» de Lady Gaga, el que debutó en la posición N.º 10 del ranking. Con todo, «S&M» se convirtió en el décimo y en el quinto éxito N.º 1 de Rihanna y de Britney Spears en la Billboard Hot 100, respectivamente, y en el tercero consecutivo de Loud. Con todo, el logro impulsó fuertemente la popularidad de Rihanna en las redes socialies de internet.
Además, «S&M» se convirtió solo en la cuarta canción de dos o más cantantes de sexo femenino en la historia, que consiguió alcanzar la posición N.º 1 de la Billboard Hot 100. Al respecto, las tres canciones anteriores, por orden cronológico de lanzamiento, fueron: «No More Tears (Enough is Enough)» de Barbra Streisand y Donna Summer (1979), «The Boy Is Mine» de Brandy y Monica (1998), y «Lady Marmalade» de Christina Aguilera, Lil' Kim, Mýa y Pink (2001),
sin embargo en Canadá S&M también consiguió el N°1 marcando un séptimo N°1 para Britney Spears y un sexto N°1 para Rihanna lo que convierte a Britney Spears en la artista con más N°1 en Canadá y Rihanna la segunda artista junto a Katy Perry.

## Vídeo musical

### Antecedentes y concepto

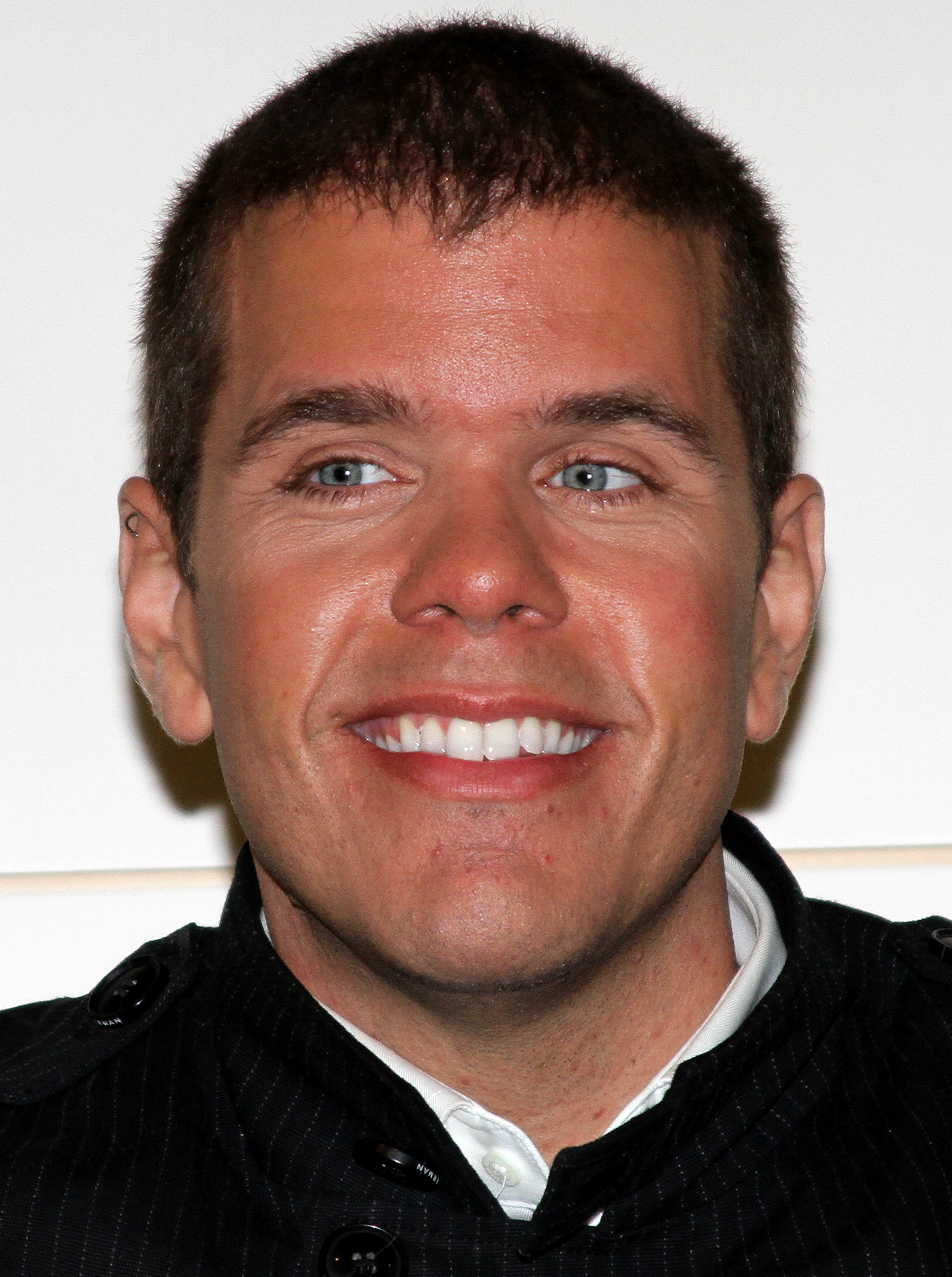
El bloguero Perez Hilton tuvo una aparición especial en el vídeo de «S&M».

El vídeo musical de la canción fue filmado en Los Ángeles durante el fin de semana del 15 de enero de 2011 con el director Melina Matsoukas, que había dirigido previamente los videos musicales de "Hard", "Rude Boy" y "Rockstar 101". Rihanna también codirigió el video y se acercó con una gran cantidad de los conceptos y las escenas. Durante una entrevista con Billboard.com The Juice, Matsoukas reveló que el tratamiento para el vídeo está inspirado en una relación sadomasoquista de Rihanna con la prensa, no se trata solo de un montón de látigos y cadenas. También agregó que también es refinado, colorido y amapola. A ella le encanta el arte pop y quería construir algo fuera de eso. El 19 de enero de 2011, Rihanna publicó una imagen del video en su cuenta de Twitter. La imagen la muestra con pelo largo, rizado de color rojo, que llevaba un parche en forma de corazón a través de su ojo izquierdo, sosteniendo un cono de helado en la mano con su espalda expuesta. Más imágenes fueron puestas en libertad exclusivamente en RyanSeacrest.com el 24 de enero de 2011, mostrando a Rihanna descansando en un escritorio de una oficina con un vestido de cóctel de látex de color rosa rodeada por la prensa. Por otro lado hay sabemos que la gran cantante super exitosa Rihanna ha vendido más de 100 millones de discos y es la artista con las giras más exitosas en el mundo musical... En otra parte muestra su vestido de conejita de Playboy, que llevaba un atuendo de tacones de aguja negros, y las orejas amarillas encima de su pelo de color carmesí, recostada contra una pared cubierta en los titulares de los noticieros. El 27 de enero de 2011, treinta y ocho segundos detrás de las escenas del clip fueron publicadas en el canal oficial de Rihanna en YouTube. Sin embargo, el video completo se estrenó el 1 de febrero de 2011 por Vevo.

### Sinopsis
El vídeo comienza con Rihanna arrastrándose, pataleando y gritando para no ir a una conferencia de prensa llevada, donde es rápidamente puesta al frente cubierta con plástico sellado con varias cruces. Ella lleva un vestido con titulares de noticias escritas por todas partes y mientras comienza cantado, "Se siente tan bien ser mala". Mientras, Rihanna está rodeado por un círculo de micrófonos, todos los periodistas comienzan a tomar notas mientras todos llevan bozales. La escena de conferencia de prensa se corta a una escena de una fiesta masoquista, donde Rihanna se pone un "Censurado" en la parte de arriba, específicamente en el busto y lleva en sus hombros un tipo de bufanda verde de un lado y blanco y negro del otro. A continuación hay escenas de titulares de periódico y varios de los periodistas escriben en libretas cosas como "Perra" "Princesa de Los Illuminati" y varias cosas tachadas , en el coro hay cortes de escenas al aire libre, donde Rihanna luce un vestido de látex de color camel y detalles de color calipso mientras fuma de una pipa, va caminando con Perez Hilton con una correa simulando ser un perro, y llevando una pelota como mordaza. Pronto, de repente todos los periodistas en la conferencia empiezan a tirarle papel a Rihanna y a tomarle fotos mientras ella parece disfrutarle, después Rihanna lleva un traje de látex de color rosa y se sienta comiendo dulces en una sala de observación azul, donde aparecen una gran cantidad de cámaras y comienza a torturarlos con latigazos. Ella se ve entonces en un colchón,y sentándose en los regazos de un periodista, luego aparece atada de brazos y piernas desde el techo mientras se da vueltas en un traje de colores, mientras intenta liberarse. Rihanna luego aparece vestida de conejita Playboy, mientras hace cabriolas alrededor como imágenes se proyectan con titulares sobre temas como los rumores de problemas con su papá, sus supuestos vínculos Illuminati y que no sabe cantar, que sus canciones son fracasos y llamándola "prostituta". A continuación, aparece en una sala de redacción sobre un escritorio, mordiendo un lápiz y hablando por un teléfono con periodistas vestidos de payasos tomándole fotos a su alrededor, mientras está acostada sobre el escritorio. Rihanna luego va a comer plátanos, fresas y helado de joyas. El video termina con su cuerpo y su cara ésta tiene una rosa en el pecho, una sonrisa sobre el ojo y otra en su busto izquierdo, vendas en las cejas, una cruz en la mejilla, el logotipo de The Rolling Stones en la lengua, una flor en su cabello y un grito semejando el orgasmo de una mujer. Rihanna grita con voz extraña.

### Recepción
Brad Wete de Entertainment Weekly comentó que con letras como «Palos y piedras pueden romper mis huesos, pero las cadenas y látigos me excitan», que esperaba un vídeo subido de tono por igual y agregó que Rihanna se libera. Ann Oldenburg de US Today añadió que disfrutó viendo celebridad Perez Hilton con una correa como mascota de Rihanna.." El editor de 92.3 Now agregó que cada vez que ven el video, ven algo nuevo y sexy. Los editores de la revista OK!, dijeron que es cada pulgada como al rojo vivo, Kinky y totalmente como esperábamos. Kevin O'Donnell, de la revista Spin, lo calificó como un video sexual y dijo que es el tipo de video que he tenido Tipper Gore "PMRC", estaba volviendo loco en el 90 pero hoy en día está disponible con el simple clic del mouse en YouTube. Willa Paskin de la revista The New York Times, escribió que Madonna y Lady Gaga puede haber acaparado el mercado en la piel artificial negro y látigos en la esquinas con fondos blancos, pero Rihanna se niega a ceder a todo el territorio. Mathew Perpetua de la revista Rolling Stone, dijo que el vídeo sobre todo destaca la forma en que solo te mantiene golpeando dolorosamente en colores vivos y los gestos desagradables, hasta que empieca a gustar. Kyle Anderson de MTV News añadió que las pelotas, látigos y frutas en el video, le recordó a Madonna en "Erotica". Asimismo, añadió que el vestido de diario que Rihanna lleva se parece un montón a la creación de John Galliano que Sarah Jessica Parker llevaba en un episodio de Sex and the City.

### Controversia y prohibición
En su lanzamiento, el video fue prohibido inmediatamente en once países, muchos en el sur de Asia, debido a su contenido sexual explícito. También se ha etiquetado como inadecuado para menores de 18 años en YouTube, y tiene una restricción que ahora se ha puesto en marcha, con el mensaje de advertencia. Este contenido puede contener material que ha marcado la comunidad de usuarios de YouTube que puede ser inadecuado para algunos usuarios. Los espectadores están obligados a inscribirse en el sitio web y confirmar su edad con el fin de ver el video. Rihanna respondió a las noticias a través de su cuenta de Twitter, "Ellos vieron Umbrella... Yo estaba totalmente desnuda". Una versión libre del vídeo más tarde se añadió a su sitio web oficial. MTV pasa el video varias veces, pero evita que aparezca muchas, solo en el playlist de las 3:00 y en los especiales de Rihanna El director del video, Melina Matsoukas también respondió a la noticia en una entrevista con MTV News, que indica:

"Cuando salgo a tomar algo, salgo con la intención de su prohibición — bueno, no para su prohibición, siempre quiero jugar con mis cosas — sino para hacer algo provocativo... así que cuando hago algo que es provocativo, por lo general hay una repercusiones. Va a ser hablado, prohibido o calumniado de alguna manera. Pero se trata de hacer un efecto y la gente está teniendo un diálogo al respecto, por lo que, para mí, eso es un éxito".
Otra polémica surgió cuando las acusaciones de plagio aparecieron, con la sorprendente similitud del vídeo de Vogue Italia que van desde 1995-2002 por David LaChapelle, con numerosas fuentes de información. En una comparación lado a lado entre el trabajo anterior de LaChapelle y la pantalla de captura de Matsoukas, las similitudes son indiscutibles, con juegos casi idénticos, los escenarios, y el estilo. Varios días después de estas comparaciones salió a la luz, LaChapelle demandó a Rihanna y Matsoukas por daños no especificados, alegando que el video musical fue directamente derivado de sus imágenes, copia de la composición , concepto total, sentimiento, el tono, el humor, temas, colores, accesorios, configuración, vestuario e iluminación de ocho de sus imágenes.

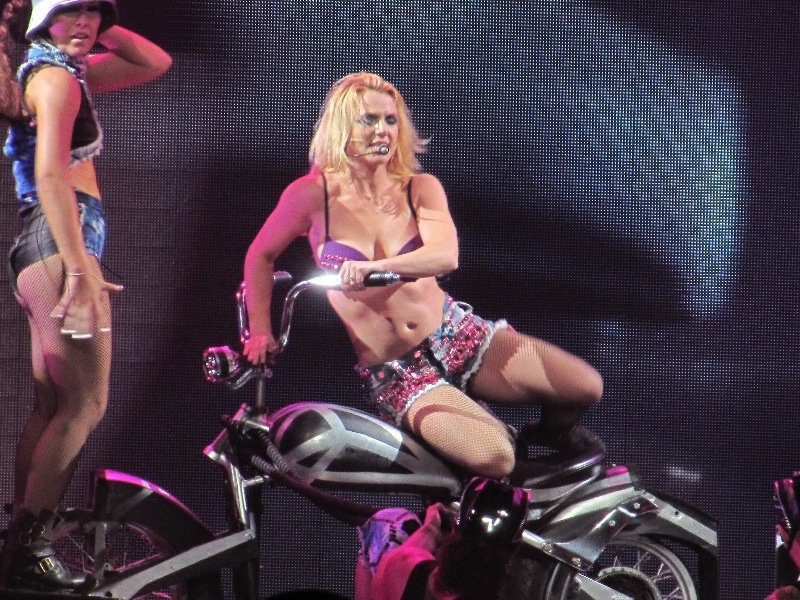
Britney Spears cantando su verso de «S&M» en su gira Femme Fatale Tour en el 2011.

## Presentaciones en vivo
Rihanna interpretó "S&M" por primera vez en los Brit Awards 2011 el 15 de febrero de 2011, ella interpretó la mitad del sencillo con sus dos otros sencillos de "Loud", "Only Girl (In The World)" y "What's My Name?". El sencillo fue interpretado en The Last Girl On Earth Tour en Australia.
No obstante, el domingo 22 de mayo de 2011, Rihanna se encargó de la apertura de los Billboard Music Awards 2011, los cuales fueron realizados en la MGM Grand Arena de Las Vegas y transmitidos por la cadena de televisión ABC. En ella, Rihanna interpretó en solitario los dos primeros versos de la canción, mas, hacia el puente de la misma, surgió en el escenario la cantante estadounidense Britney Spears; entonces ambas cantantes interpretaron a «S&M» en conjunto, en una presentación que hizo alusión explícita al sadomazoquismo. Al respecto, la aparición de Britney Spears en la presentación no había sido anunciada por la revista Billboard, por lo que se tornó en una aparición sorpresa para la audiencia. La presentación desencadenó controversias con el Parent Television Council de Estados Unidos, el que argumentó en contra de su transmisión televisiva dado su elevado contenido sexual. Asimismo, diversos medios hicieron eco de un beso no transmitido que Rihanna le dio a Britney Spears en la mejilla al final de la presentación. La presentación recibió críticas variadas. Chris Willman de Yahoo! la catalogó como una de las peores presentaciones de Spears.
«S&M» fue incluida en el repertorio del Femme Fatale Tour de Britney Spears, es la primera vez que la cantante la interpreta en solitario. 
El coro de la misma es usado como coro de la canción «I Will Make U Mine» de la banda colombiana Mick Freak, la cual contiene extractos de «Talk That Talk», también de la cantante Barbadiense.

## Lista de canciones
- Descarga digital[61]

1. "S&M (Come On)" - 4:04

- Descarga digital – S&M (Remixes)[7]

1. "S&M" (Dave Audé Radio) – 3:50
2. "S&M" (Joe Bermúdez Chico Radio) – 3:49
3. "S&M" (Sidney Samson Radio) – 3:19
4. "S&M" (Dave Audé Club) – 7:28
5. "S&M" (Joe Bermúdez Chico Club) – 5:17
6. "S&M" (Sidney Samson Club) – 6:50
7. "S&M" (Dave Audé Dub) – 6:29
8. "S&M" (Joe Bermúdez Chico Dub) – 5:17
9. "S&M" (Sidney Samson Dub) – 6:50

- CD single (Alemania)[62]

1. "S&M" (Album Version) – 4:04
2. "S&M" (Sidney Samson Radio Remix) – 3:18

- Descarga digital – sencillo remix[63]

1. "S&M" (Remix featuring Britney Spears) – 4:17

## Listas musicales

### Listas
| País            | Lista                           | Mejor Posición |
| --------------- | ------------------------------- | -------------- |
| Alemania        | Media Control AG                | 2              |
| Austria         | Ö3 Austria Top 75               | 4              |
| Australia       | Australian Singles Chart        | 1              |
| Australia       | Australian Urban Chart          | 1              |
| Bélgica         | Ultratop 50 (Flandes)           | 3              |
| Bélgica         | Ultratop 40 (Valonia)           | 4              |
| Canadá          | Canadian Hot 100                | 1              |
| Corea del Sur   | Gaon Chart                      | 1              |
| República Checa | Czech Republic Singles Chart    | 8              |
| Dinamarca       | Tracklisten                     | 2              |
| Escocia         | The Official Charts Company     | 3              |
| Eslovaquia      | Slovak Singles Chart            | 4              |
| España          | PROMUSICAE                      | 3              |
| España          | Los 40 Principales              | 1              |
| Estados Unidos  | Billboard Hot 100               | 1              |
| Estados Unidos  | Billboard Dance/Club Play Songs | 1              |
| Estados Unidos  | Billboard Pop Songs             | 1              |
| Estados Unidos  | Billboard R&B/Hip-Hop Songs     | 59             |
| Estados Unidos  | Billboard Adult Pop Songs       | 24             |
| Estados Unidos  | Billboard Latin Songs           | 33             |
| Estados Unidos  | Billboard Latin Pop Songs       | 14             |
| Francia         | French Singles Chart            | 3              |
| Finlandia       | Suomen virallinen lista         | 4              |
| Grecia          | Greece Digital Songs            | 1              |
| Irlanda         | Irish Singles Chart             | 3              |
| Israel          | Media Forest                    | 1              |
| Italia          | Italian Singles Chart           | 6              |
| Japón           | Japan Hot 100                   | 54             |
| Luxemburgo      | Luxembourg Digital Songs        | 1              |
| Noruega         | Norway VG-Lista                 | 2              |
| Nueva Zelanda   | New Zealand Singles Chart       | 2              |
| Países Bajos    | Dutch Top 40                    | 8              |
| Polonia         | Polish Music Charts             | 1              |
| Reino Unido     | UK Singles Chart                | 3              |
| Reino Unido     | UK R&B Chart                    | 1              |
| Rumania         | Rumanian Top 100                | 3              |
| Suiza           | Swiss Music Charts              | 2              |
| Suecia          | Sverigetopplistan               | 2              |

## Certificaciones
| País           | Certificación | Ventas certificadas | Ref.          |
| -------------- | ------------- | ------------------- | ------------- |
| Australia      | 6× Platino    | 420 000             | [ 85 ]        |
| Alemania       | Platino       | 300 000             | [ 86 ]        |
| Bélgica        | Oro           | 15 000              | [ 87 ]        |
| Dinamarca      | Platino       | 30 000              | [ 88 ]        |
| España         | Platino       | 40 000              | [ 89 ]        |
| Estados Unidos | 5× Platino    | 5 000 000           | [ 90 ] [ 91 ] |
| Finlandia      | Oro           | 5 000               | [ 92 ]        |
| Italia         | Platino       | 60 000              | [ 93 ]        |
| Nueva Zelanda  | Platino       | 30 000              | [ 94 ]        |
| Reino Unido    | Platino       | 600 000             | [ 95 ]        |
| Rumania        | Platino       | 10 000              | [ 96 ]        |
| Suecia         | 3× Platino    | 120 000             | [ 97 ]        |
| Suiza          | Platino       | 30 000              | [ 98 ]        |

## Sucesión en listas
| Predecesor: «Dirty Talk» de Wynter Gordon «Born This Way» de Lady Gaga | Australia Singles Chart — Sencillo N° 1 7 de febrero de 2011 — 21 de febrero de 2011 28 de febrero de 2011 — 21 de marzo de 2011 | Sucesor: «Born This Way» de Lady Gaga «On the Floor» de Jennifer Lopez con Pitbull |
| Predecesor: «Who's That Girl?» de Guy Sebastian con Eve                | Australia Urban Singles — Sencillo N° 1 1 de febrero de 2011 — 28 de marzo de 2011                                               | Sucesor: «Price Tag» de Jessie J con B.o.B                                         |
| Predecesor: «Champion» de Chipmunk con Chris Brown                     | UK R&B Singles — Sencillo N° 1 5 de marzo de 2011 — 9 de abril de 2011                                                           | Sucesor: «On the Floor» de Jennifer Lopez con Pitbull                              |
| Predecesor: «Higher» de Taio Cruz con Kylie Minogue y Travie McCoy     | Dance/Club Play Songs — Sencillo N° 1 2 de abril de 2011 — 9 de abril de 2011                                                    | Sucesor: «On the Floor» de Jennifer Lopez con Pitbull                              |
| Predecesor: «Forget You» de Cee Lo Green                               | Radio Songs — Sencillo N° 1 16 de abril de 2011 — 7 de mayo de 2011                                                              | Sucesor: «E.T.» de Katy Perry con Kanye West                                       |
| Predecesor: «Forget You» de Cee Lo Green                               | Pop Songs — Sencillo N° 1 23 de abril de 2011 — 30 de abril de 2011                                                              | Sucesor: «E.T.» de Katy Perry con Kanye West                                       |
| Predecesor: «E.T.» de Katy Perry con Kanye West                        | Billboard Hot 100 — Sencillo N° 1 30 de abril de 2011 — 7 de mayo de 2011                                                        | Sucesor: «E.T.» de Katy Perry con Kanye West                                       |
| Predecesor: «On the Floor» de Jennifer Lopez con Pitbull               | Canadian Hot 100 — Sencillo N° 1 30 de abril de 2011 — 7 de mayo de 2011                                                         | Sucesor: «E.T.» de Katy Perry con Kanye West                                       |
| Predecesor: «E.T.» de Katy Perry con Kanye West                        | Greek Billboard — Sencillo N° 1 21 de abril de 2011 — 7 de mayo de 2011                                                          | Sucesor: «E.T.» de Katy Perry con Kanye West                                       |

## Lanzamiento
Radio
| País           | Fecha               | Formato                 | Ref.   |
| -------------- | ------------------- | ----------------------- | ------ |
| Estados Unidos | 25 de enero de 2011 | Top 40/Mainstream radio | [ 99 ] |